# Municipio de Centennial
El municipio de Centennial (en inglés: Centennial Township) es un municipio ubicado en el condado de Lyon en el estado estadounidense de Iowa. En el año 2010 tenía una población de 232 habitantes y una densidad poblacional de 3,16 personas por km².

## Geografía
El municipio de Centennial se encuentra ubicado en las coordenadas 43°23′31″N 96°29′36″O / 43.39194, -96.49333. Según la Oficina del Censo de los Estados Unidos, el municipio tiene una superficie total de 73,52 km², de la cual 73,26 km² corresponden a tierra firme y (0,35 %) 0,26 km² es agua.

## Demografía
Según el censo de 2010, había 232 personas residiendo en el municipio de Centennial. La densidad de población era de 3,16 hab./km². De los 232 habitantes, el municipio de Centennial estaba compuesto por el 99,14 % blancos, el 0,43 % eran amerindios y el 0,43 % eran de una mezcla de razas. Del total de la población el 0,43 % eran hispanos o latinos de cualquier raza.